# Xã Marion, Quận Boone, Indiana
Xã Marion (tiếng Anh: Marion Township) là một xã thuộc quận Boone, tiểu bang Indiana, Hoa Kỳ. Năm 2010, dân số của xã này là 1.233 người.